# Omer Simoen

Omer Simoen (Oostende, 8 maart 1927 - Eernegem, 5 oktober 1976) was een Belgische politicus voor CVP en burgemeester van Eernegem.

## Biografie
Simoen trok in 1954 naar Eernegem, waar hij secretaris van de CM werd. Hij werd er actief in de gemeentepolitiek en nam er in 1958 deel aan de verkiezingen op de lijst van burgemeester Boudewijn Vandervennet. Simoen kende er succes en werd een van de belangrijkste mensen van de partij. In 1964 behaalde CVP-lijst de meerderheid en Simoen bleek de op een na populairste politicus van de lijst. Vier landbouwersverkozenen van de lijst stemden echter samen met de oppositie twee landbouwers tot schepen en zo greep Simoen naast een functie als schepen, wat hij in 1968 uiteindelijk toch werd toen na het overlijden van burgemeester Vandervennet schepen Louis Schatteman burgemeester werd.
In 1970 kwam het tot een scheuring bij de katholieken in Eernegem en Simoen kwam bij de verkiezingen op met zijn scheurlijst Christelijke Gemeentebelangen. De lijst haalde vijf zetels. Simoen sloot een coalitie met twee afgescheurde liberalen en werd zo burgemeester. In de verkiezingsstrijd van eind 1976 overleed hij. Tot het eind van het jaar was eerste schepen Camiel Jonckheere waarnemend burgemeester. Na 1976 werd Eernegem een deelgemeente van fusiegemeente Ichtegem en Simoen was zo de laatste burgemeester van Eernegem geweest.